# Prix Danube
Der Prix Danube ist eine Auszeichnung des Slowakischen Fernsehens, die im Rahmen des internationalen Prix Danube Festivals verliehen wird.
Die Awards werden für Fernsehproduktionen, die für Kinder und Jugendliche mit einem Höchstalter von 17 Jahren bestimmt sind, im Zweijahresrhythmus verschiedenen Kategorien verliehen, und zwar:
- Animationen
- Live-Produktionen
- Dokumentarfilme
- Lehrfilme

Im Jahr 2007 waren beispielsweise 218 Filme in der Auswahl der Auszeichnung. Im Jahr 2010 wurde der Preis das 20. Mal vergeben.

## Preisträger bzw. Projekte (auszugsweise)
- Tilmann P. Gangloff
- Hänsel und Gretel unter der Regie von Anne Wild
- Sheeplive.eu, slowakisches Projekt zum Schutz im Internet (2006)
- Komm, wir finden einen Schatz in „Die Sendung mit der Maus“ von Janosch